# Sant Sebastià de la Guàrdia
Sant Sebastià de la Guàrdia és una església amb elements romànics i barrocs de la Guàrdia, al municipi de Tornabous (Urgell), protegida com a bé cultural d'interès local.

## Descripció
És una església de nau única, formada a base de carreus regulars de pedra picada.

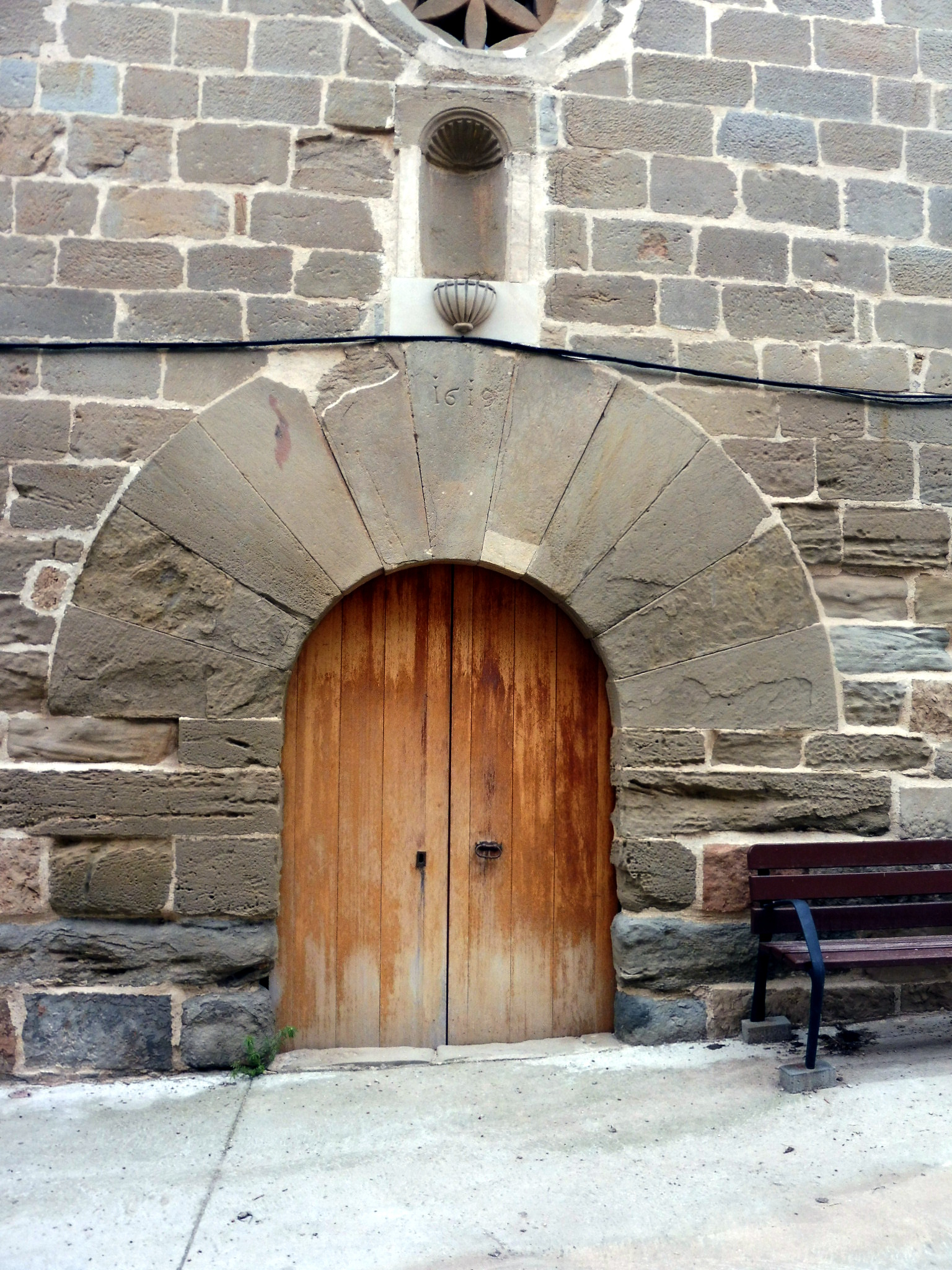
La portada

 A la façana s'observa una gran portalada formada per una arcada de mig punt de dovelles molt regulars. A la dovella central hi ha gravada la data de consagració de l'església: 1619. Just damunt d'aquesta portalada hi ha una petita fornícula allargassada amb una coberta de petxina i sense cap imatge al seu interior. A sobre de la petita fornícula hi ha la rosassa, restaurada recentment, amb una flor de forma hexagonal. La façana és coronada per un campanar d'espadanya que té dos ulls d'arc de mig punt amb campanes i, a la part superior, una petita obertura d'arc de mig punt sense campana.
L'interior és una nau coberta amb volta de canó amb llunetes dividida en tres trams i amb pilastres de pedra adossades amb el capitell sense decorar. Durant les últimes intervencions, s'ha recuperat el vas baptismal, la pica beneitera, del 1621 i una tomba, al terra de la nau.
Als costats hi ha dues capelles. Mirant a l'altar, a la dreta, hi ha una capella profunda, construïda durant el XVIII.

## Història
Fou l'antiga església del poble de la Guàrdia d'Urgell, però avui dia és tancada al culte, ja que l'any 1960 es construí una de nova.